# Gastrotheca microdiscus
Gastrotheca microdiscus är en groddjursart som först beskrevs av Andersson in Lönnberg och Andersson 1910.  Gastrotheca microdiscus ingår i släktet Gastrotheca och familjen Hemiphractidae. IUCN kategoriserar arten globalt som livskraftig. Inga underarter finns listade i Catalogue of Life.